# Kőszegremete
Kőszegremete (románul Remetea Oașului) falu Romániában, Szatmár megyében. Közigazgatásilag Avasújvároshoz tartozik.

## Fekvése
Szatmár megyében, Avasújvárostól északra, Kányaháza és Rózsapallag között, a Túr bal partján fekszik.
A település határához tartozott Remecsora puszta is.

## Története
A falu nevét 1419-ben említették először az oklevelekben Remeteszeg alakban, mint Kis Zudar Péter özvegyének, Csaholyi János testvérének leánynegyedét.
1547-ben mikor a Csaholyi család fiú ága kihalt, a Csaholyi lányokat fiúsították, s beiktatták őket az egész birtokba.
A Csaholyiak mellett 1461-ben Bélteki Mihály, 1470-ben Csató Gergely, 1548-ban Pálfalvy Burián László és Remetry Lőrincz, 1569-ben Prépostváry Bálint és István és Sulyok Katalin, 1592-ben Szentmiklósi Pongrácz Gáspár is birtokos volt itt, 1627-ben pedig Királydaróczi Debreczenyi Tamás és felesége Tarjányi Margit kapott rá királyi adományt.
Az 1717. évi tatárdúláskor az egész lakosság a hegyek közé menekült, de a pusztítás után visszatértek és még a feldúlt Rózsapallag lakosaiból is sokan idetelepedtek.
A 17. században székelyek telepedtek le a faluban, s az ő utódaik éltek itt még a 20. század elején is.
A 18. században Kőszegremete urai a gróf Teleki, báró Vécsey, báró Wesselényi, Fogarassy, Kölcsey és Rhédey, majd pedig a gróf Károlyi, báró Horváth, gróf Karcsay, Haller, Kende, Kovács, Dobay, Bagossy és Boross családok.
Kőszegremete helynevei közül még a 20. század elején ismert volt Bélavára, Méregmező, és Szulejmán-szer. Szulejmánszer a török idők emlékét idézi.

## Nevezetességek
- Bélavára: A hagyomány e helyről azt tartotta, hogy IV. Béla király vára állt itt. Az itt végzett ásatások azonban megállapították, hogy itt sohasem állt vár, hanem egy a tatárjárás idején épült sánc volt itt, melynek nyomai, vagy másfél öles földsánc, mely e részt elválasztotta a hegy többi részétől; még a 20. század elején is láthatók voltak. Itt tatárjárás korabeli kardok, lándzsavégek, nyílhegyek és érdekes alakú pajzsdudorok kerültek elő a földből, bizonyítva azt, hogy a hegy e részén egykor harcok voltak.
- A Széchenyi zarándokhely: a kis faluba leginkább ősszel érkeznek turisták, ugyanis itt van Erdély egyetlen szabadtéri Széchenyi-emlékműve, s itt szoktak megemlékezni szeptember elején – minden alkalommal szeptember első szombatján – a legnagyobb magyarra. A Széchenyi emlékoszlopot 1860-ben, a gróf halálát követően egy évvel állíttatta Kőszegremete református magyarsága, mely az állítás sorrendjében a világon a harmadik, bizonyos források szerint azonban negyedik Széchenyi emlékműve.